# Gjirokastrski okrug
Gjirokastrski okrug (Gjirokastërski okrug; alb. Qarku i Gjirokastrës), jedan od 12 okruga u Albaniji. Glavni grad okruga je Gjirokastra (Gjirokastër).
Sastoji se od sljedećih distrikata:
- Gjirokastrski distrikt
- Përmetski distrikt
- Tepelenski distrikt

S jugozapada, okrug graniči s Grčkom. Unutar Republike Albanije Gjirokastrski okrug graniči sa sljedećim okruzima:
- Beratski okrug: sjever
- Korčanski okrug: istok
- Valonski okrug: zapad
- Fierski okrug: jugozapad